# Vaccinium bracteatum
Vaccinium bracteatum là một loài thực vật có hoa trong họ Thạch nam. Loài này được Thunb. miêu tả khoa học đầu tiên năm 1784.

## Hình ảnh

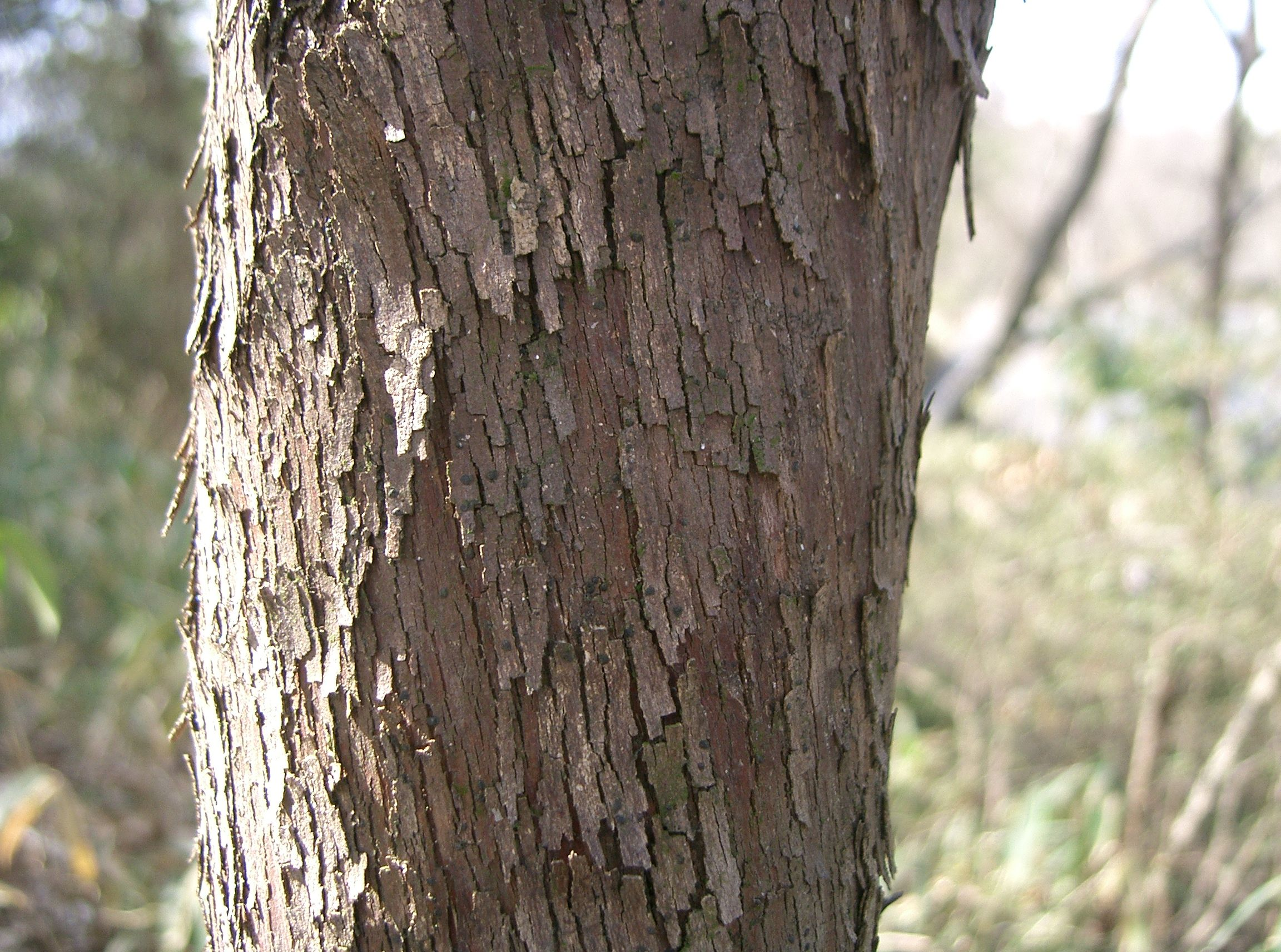
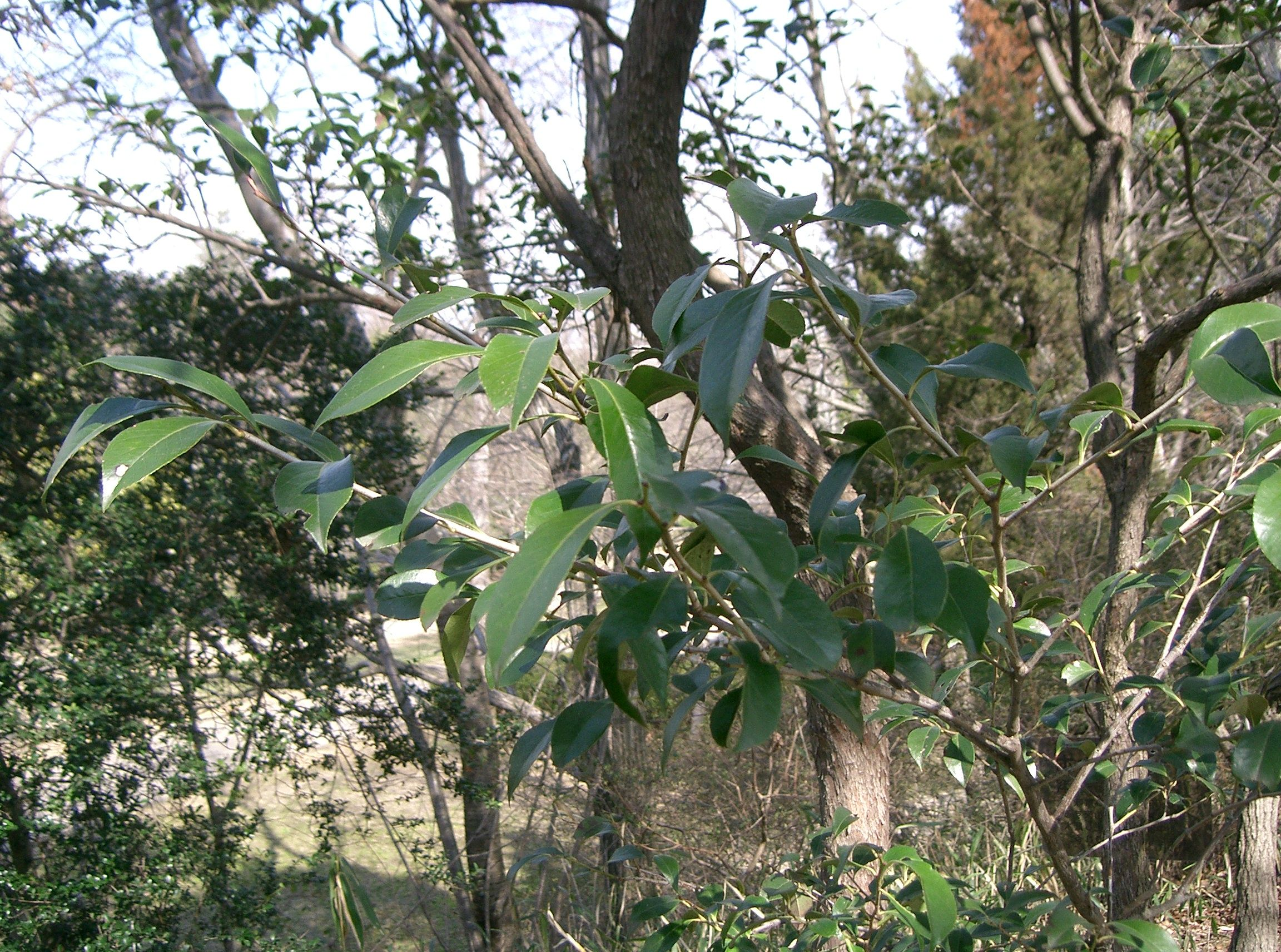
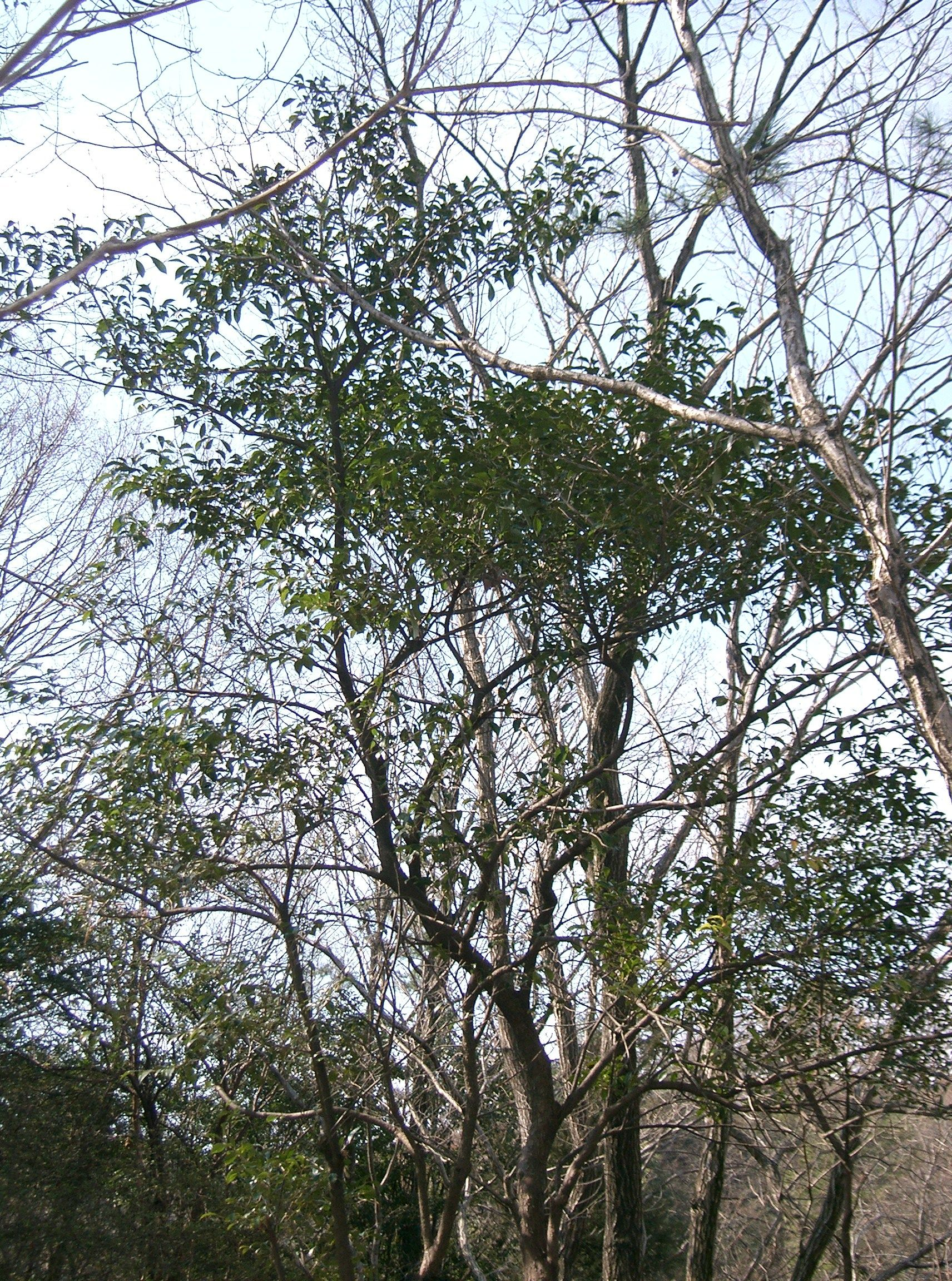